# Daniel Fontana
Daniel Fontana (General Roca, 31 dicembre 1975) è un triatleta argentino naturalizzato italiano che dal 2005 gareggia per l'Italia.

## Biografia
Ha partecipato al secondo triathlon olimpico alle Olimpiadi di Atene nel 2004, dove ha ottenuto la ventottesima posizione con un tempo totale di 1:57:14.20.
Maglia azzurra anche al terzo triathlon olimpico alle Olimpiadi di Pechino nel 2008, con la trentatreesima posizione in 1:52:39.21.
Dopo la seconda partecipazione olimpica, Daniel Fontana ha optato per le distanze più lunghe del triathlon. Già provate in passato, ma mai preparate al meglio. Nel 2009 partecipa ai campionati mondiali di Ironman 70.3 (distanze mezzo ironman = 1,9 km nuoto, 90 km bici, 21,097 km corsa) a Clearwater (Florida - USA) ottenendo l'argento dietro Michael Raelert (GER). L'anno successivo fa il suo esordio nell'Ironman, ottenendo un terzo posto nella prova Ironman South Africa e la qualifica immediata alla finale mondiale.
Al suo esordio a Kona - Ironman World Championship, è costretto al ritiro durante la frazione di corsa finale.
Nel 2011 ottiene il quarto posto sempre all'Ironman South Africa con il record italiano sulla distanza in 8h18'51".
Vince gli Ironman 70.3 di Pucon (Chile) e Pescara(storica prima edizione italiana) e si piazza secondo a quello di Cancun (Messico).
Al mondiale di Kona-Hawaii ottiene il 12º posto assoluto con il tempo di 8h31'20".
Nel 2012 ottiene il secondo posto al Tristar Cannes 111 (1 km nuoto, 100 km bici, 10 km corsa).
Vince la seconda edizione di Ironman 70.3 Italy (Pescara), è secondo all'Ironman Klagenfurt dietro a Faris Al Sultan (GER - campione del mondo 2005), sempre argento all'Ironman 70.3 di Salzburg (Austria) e Cozumel (Messico).
È costretto al ritiro durante la frazione in bici al mondiale di Kona 2012 a causa di problemi fisici che già lo affliggevano in seguito alla gara di Cozumel disputata 3 settimane prima.
Nel 2013 è secondo all'Ironman Lake Placid (USA) e ottiene la miglior prestazione italiana di sempre in un Ironman con 8h05'48" nella prova Ironman Florida disputata il 2 novembre.
Il 30 marzo 2014 vince l'Ironman Los Cabos con il tempo di 8h26'15" divenendo il primo Italiano uomo a vincere una prova del circuito Ironman.
Il 6 agosto del 2015 Daniel viene operato al tendine d’Achille dall’equipe del Professor Benazzo di Pavia. L’intervento è molto delicato e molto lungo e la riabilitazione occupa Daniel e il team del Professore per oltre tre mesi quotidianamente.
Il 2 ottobre all’Ironman Taiwan conquista il secondo oro della sua carriera nel circuito mondiale. Ancora una volta è l’unico atleta italiano a riuscirci nella storia della disciplina e ancora una volta la finale hawaiana 2017 lo aspetta.
Questo grande successo si replica ancora una volta a Ironman Taiwan 2018 con la terza vittoria nel circuito mondiale che arriva a quasi 43 anni e che gli regala il pass per il mondiale di Kona 2019, la sua sesta finale mondiale di carriera.